# Велего (Савона)
Велего је насеље у Италији у округу Савона, региону Лигурија.
Према процени из 2011. у насељу је живело 62 становника. Насеље се налази на надморској висини од 391 м.